# 张家骧
张家骧（1827年—1885年），字子腾，浙江鄞县（今宁波）人。晚清政治人物。卒谥文庄。

## 生平
同治元年（1862年）殿試第二甲第十二名，賜进士出身，时年三十五岁。選庶吉士，散館授編修，1867年出督山东学政，寻调山西（与于建章对调）。1868年因父喪解職，守喪後重新上任舊職。歷升翰林院侍講（同治十年，1874年8月）、南书房行走（同治十三年，1874年9月）侍讀、侍講學士等。光绪元年（1875），任顺天乡试同考官，12月，任日讲起居注官，光绪二年，任国子监祭酒，光绪七年（1881），任詹事府少詹事，署都察院左副都御史，光绪八年，任詹事府詹事，内阁学士，兼礼部侍郎衔，署户部左侍郎，兼管三库事务，任稽察科事内阁学士，经筵讲官，光緒九年（1884），任直隶省举人复试阅卷大臣，殿试读卷官，朝考阅卷大臣，授工部右侍郎，兼管钱法堂事务，任武闱会试正考官，慈禧太后50寿庆，赏赐张家骧“砥德砺才”牌匾，并赐紫禁城骑马，终官吏部右侍郎。
光緒十一年（1885年），张家骧病逝于吏部侍郎任上，归葬于鄞县龙观。

## 家族
世居于宁波西门板桥，后称郎官第，始祖张洪顺，万历年间由慈迁居鄞之月湖，三叔张岳年1852年举人，先后任刑部主事、刑部员外郎，军机处军机章京，榆林知府，延榆绥道，安徽按察使，甘肃布政使，终官陕西布政使。

## 事蹟
张家骧为参与讨论立嗣 （光绪帝）的二十八位大臣之一。张家骧曾为二帝师，初入翰林院时为同治帝的弘德殿行走。同治13年，任南书房行走，同治帝十九岁病逝，当时光绪帝才五岁，张就成了光绪帝的师傅（毓庆宫行走），与翁同龢，孙家鼐（北京大学首任校长）等大臣同为光绪帝老师，曾跟随光绪帝长达九年，是影响光绪帝戊戌变法思想的人物之一。 
张家骧也是「清末四大疑案」之一的「杨乃武与小白菜」案件的关键人物之一。此案在当时轰动一时，案件复杂，经县、府、省三级六审，仍不得决断。张联合当时的知名人士翁同龢、夏同善、林拱枢 （林则徐子）等，请求此案进京复审，得批准，最终为此案平反昭雪。

## 家族
父亲张善元，祖父张积梓，曾祖父张光瑾。张家骧行二，兄张家骏，弟张家骐，张家介（早卒），张家馯（季良，1900年岁贡），妹四人，分别适周贻浚、刘鹍、林源震、董世滋。有五子，张有翊（早卒），张有培（举人），张有埰，江苏通州知州，张有埏，张有垣。至少二女：张新有（女），张庆有（女）。其家族辈份为：洪应文，承嘉光，积善家，有馀庆，坤厚载，乾健行，贞元会，世永昌。

## 著作
- 《粤南志》
- 《中华币制史》
- 《中国之币制与汇兑》

## 延伸阅读
[在维基数据编辑]
 《清史稿·卷441》，出自趙爾巽《清史稿》

- 《清史稿》
- 《清史列传·卷五十三·大臣画一传档后编九·张家骧》，第4196--4197页
- 《鄮西张氏宗谱》
- 《翁同龢日记》
- 《鄮西张氏信房支谱》
- 《同治朝上谕档》
- 《光绪朝上谕档》
- 北京“宁波帮”史话（上）